# Fajar Alfian
Fajar Alfian (7 de marzo de 1996) es un deportista indonesio que compite en bádminton, en la modalidad de dobles. Ganó dos medallas de bronce en el Campeonato Mundial de Bádminton, en los años 2019 y 2022.

## Palmarés internacional
| Campeonato Mundial | Campeonato Mundial | Campeonato Mundial | Campeonato Mundial |
| Año                | Lugar              | Medalla            | Prueba             |
| ------------------ | ------------------ | ------------------ | ------------------ |
| 2019               | Basilea (Suiza)    | Medalla de bronce  | Dobles             |
| 2022               | Tokio (Japón)      | Medalla de bronce  | Dobles             |